# Джонні Вітворт
Джонні Вітворт (народився 31 жовтня 1975) — американський актор. Він відомий своїми ролями Ей Джея в Empire Records (1995), Донні Рея Блека у фільмі Френсіса Форда Копполи Поводитель дощу" (1997), Вернона Ґанта у фільмі «Області темряви» (2011), Блекаута у фільмі про супергероїв Marvel Примарний вершник: Дух помсти (2011), а також роль Кейджа Уоллеса в серіалі The CW «Сотня».

## Життя і кар'єра
Ранні роки Вітворт провів у рідному місці, Чарлстоні, Південна Кароліна, з матір'ю. Оскільки його батьки були розлучені, він зрештою вирішив жити з батьком у Плано, штат Техас. Але після цього він переїхав до Лос-Анджелеса з матір'ю і у віці 15 років почав свою акторську кар'єру, з'явившись у гостях на Party of Five у 1994 році. Його дебют у кіно відбувся у фільмі Bye Bye Love у 1995 році Того ж року він зіграв Ей Джея у фільмі Empire Records.
Вітворт кинув зніматися після кількох своїх перших фільмів, але потім повернувся у фільмі 1997 року «Поводитель дощу». Після цього він знявся в «Пекельній кухні» (1998) разом з Анджеліною Джолі. Вітворт неодноразово зіграв роль у кримінальній драмі CBS CSI: Місце злочину Маямі, де він зіграв поганого хлопця, детектива Джейка Берклі, любовного інтересу Каллі Дюкен. Сюжетна лінія швидко зробила персонажа Вітворта суперечливим, оскільки його конкурентом для Дюкена був давній агент CSI Ерік Делко. З кінця 5 сезону і протягом 6 сезону Берклі більше не був агентом ATF, а детективом із вбивств Маямі-Дейд, який працював із командою CSI. Вітворт повернувся в першому епізоді 7 сезону і знову у 21 епізоді 8 сезону. Це була його остання поява.
У 2003 році він зіграв головну роль у музичній адаптації MTV Буремного перевалу, яка була сучасним поглядом на класичний роман. У 2007 році Вітворт з'явився у фільмі Потяг до Юми, а у 2009 році з'явився в Gamer. Пізніше він з'явився у фільмах «Замкнений» і «Області темряви». Він також зіграв лиходія Блекаута у фільмі 2011 року «Примарний гонщик: Дух помсти» та Гріффіна Кевено у трилері «Патологія».
З 2014 по 2015 рік Вітворт грав роль Кейджа Воллеса в серіалі The CW Сотня. У 2015 році Вітворт зіграв повторювану роль у серіалі NBC «Сліпа зона».

## Фільмографія
Кіно
| Рік        | Назва                         | Роль                      | Коментарі         |
| ---------- | ----------------------------- | ------------------------- | ----------------- |
| 1995       | До побачення, кохання         | Макс Купер                |                   |
| 1995       | Empire Records                | A.J.                      |                   |
| 1996       | Хтось чекає                   | Леон                      |                   |
| 1997       | The Rainmaker                 | Донні Рей Блек            |                   |
| 1998       | Не можу дочекатися            | Gum Boy (голос)           | Не додали у титри |
| 1998       | Пекельна кухня                | Патті                     |                   |
| 1999       | Вийшов через п'ятдесят        | Білий                     |                   |
| 1999       | Я і Вілл                      | Фред                      |                   |
| 2000       | Година тіней                  | Трон                      |                   |
| 2000       | Стовбури                      |                           |                   |
| 2001       | Валентина                     | Макс Реймі                |                   |
| 2002       | Кулінарна книга анархіста     | Суїні                     |                   |
| 2002       | Пташине око                   | Трент Бун                 |                   |
| 2002       | Поцілунок нареченої           | Марті                     |                   |
| 2006       | Я спокусила Енді Воргола      | Срібний Георгій           |                   |
| 2007       | Потяг до Юми                  | Дарден                    |                   |
| 2008       | Патологія                     | Гріффін Кавено            |                   |
| 2008       | Досягни мене                  | Кевін                     |                   |
| 2009       | Геймер                        | Скотч                     |                   |
| 2009       | Речі, які ми несемо           | Єремія                    |                   |
| 2010       | Заблокований                  | Натан                     |                   |
| 2011       | Області темряви               | Вернон                    |                   |
| 2011       | Долина Сонця                  | Енді Таггерт / Вік Велор  |                   |
| 2011       | Примарний вершник: Дух помсти | Рей Керріган / затемнення |                   |
| 2013       | Джерела Зефіру                | Девід Джеймс              |                   |
| 2015       | Bad Hurt                      | Кент Кендалл              |                   |
| 2016       | Всередину                     | Джо                       | Короткометражка   |
| 2019       | Карт Бланш                    | Стів Вокер                | Короткометражка   |
| 2020       | Досі тут                      | Крістіан Бейкер           |                   |
| Анонсовано | Пригоди Томасини Сойєр        | Доктор Робінсон           |                   |
| Анонсовано | Темрява дороги                | Клерк                     | Пост-продакшн     |

### Телебачення
| Рік       | Назва                       | Роль                     | Коментарі                       |
| --------- | --------------------------- | ------------------------ | ------------------------------- |
| 1994      | Birdland                    |                          | Епізод: «Сини і Маддерс»        |
| 1994      | Партія п'яти                | П. К. Стріклер           | 2 епізоди                       |
| 1997      | Пістолет                    | Джеймс Мандей            | Епізод: «Діра»                  |
| 2001      | Поліція Нью-Йорка           | Джейсон Базедон          | Епізод: «Вмирати, щоб свідчити» |
| 2001      | Провіденс                   | Джейсон Зеллер           | Епізод: «Дім, милий дім»        |
| 2002      | Щит                         | Еффі Монтечіто           | Епізод: «Купідон і Психо»       |
| 2003      | Грозовий перевал            | Хендрікс                 | Телевізійний фільм              |
| 2003      | Обробник                    | Денвер                   | Епізод: «Домашній руйнівник»    |
| 2005      | Мертва справа               | Моріс Уорфілд 1978       | Епізод: «Порожнє покоління»     |
| 2005      | 4исла                       | Данте Бейкер             | Епізод: «Одержимість»           |
| 2006      | Без сліду                   | Майлз Сассманн           | Епізод: «Баланс білого»         |
| 2006–2010 | C.S.I.: Місце злочину Маямі | Джейк Берклі             | 11 серій                        |
| 2012      | Країна поза законом         | Аякс                     | Телевізійний фільм              |
| 2014–2015 | Сотня                       | Кейдж Воллес             | 10 серій                        |
| 2015–2016 | Сліпа зона                  | Маркос (суворий красень) | 6 серій                         |
| 2017      | Колонія                     | Соломон                  | Епізод: «Десь там»              |